# Окадзаки (княжество)
Княжество Окадзаки (яп. 岡崎藩 Окадзаки-хан) — феодальное княжество (хан) в Японии периода Эдо (1601—1871). Окадзаки-хан располагался в восточной части провинции Микава (современная префектура Айти) на острове Хонсю.
Административный центр хана: Замок Окадзаки в провинции Микава (современный город Окадзаки в префектуре Айти).
Доход хана:
- 1601—1871 годы — 60 000 коку риса

## История
В 1524 году Мацудайра Киёясу (1511—1536), получив контроль над окрестностями Окадзаки, разрушил старую крепость и построил замок Окадзаки. Его внук, Мацудайра Мотоясу (позже Токугава Иэясу), родился в замке Окадзаки 16 декабря 1542 года. Род Мацудайра был разбит родом Имагава в 1649 году, а Иэясу был отправлен в Сумпу в качестве заложника. После поражения рода Имагава в битве при Окэхадзаме (1560) Иэясу вернулся на родину и восстановил домен Окадзаки. В 1570 году Токугава Иэясу переехал в замок Хамамацу, оставив в замке Окадзаки своего старшего сына Мацудайра Нобуясу. В 1579 году по приказу Оды Нобунаги был убит Нобуясу, старший сын Токугава Иэясу. После этого замком Окадзаки стали управлять представители рода Хонда. После вынужденного переезда по приказу Тоётоми Хидэёси Токугава Иэясу в 1590 году в Эдо после битвы при Одавара он передал замок Окадзаки Танаке Ёсимасе (1548—1609), который укрепил замковые укрепления, расширил городской замок и построил станцию Окадзаки на дороге Токайдо.
После создания сёгуната Токугава Окадзаки-хан был передан во владение Хонде Ясусигэ (1554—1611), бывшему правителю Сирои-хана (1590—1601). Его потомки управляли княжеством до 1645 года, когда Хонда Тосинага (1635—1693), 4-й даймё Окадзаки-хана (1645), был переведен в Ёкосука-хан в провинции Тотоми.
В 1645—1762 годах Окадзаки-ханом владел род Мидзуно. В 1645 году в замок Окадзаки был переведен Мидзуно Тадаёси (1612—1676), бывший ранее даймё Ёсида-хана в провинции Микава (1642—1645). Его потомки владели доменом до 1762 года, когда Мидзуно Тадато (1734—1812), 7-й даймё Окадзаки-хана (1752—1762), был переведен в Карацу-хан в провинции Хидзэн на острове Кюсю.
В 1762—1769 годах княжеством управлял род Мацудайра (ветвь Мацуи). В 1762 году новым правителем хана стал Мацудайра Ясутоми (1719—1789), даймё Хамада-хана (1736—1759) и Кога-хана (1759—1762). В 1769 году он был вторично переведен из Окадзаки-хана в Хамада-хан (1769—1789).
С 1769 до 1871 год Окадзаки-ханом управлял род Хонда. В 1769 году из Хамада-хана в замок Окадзаки был переведен Хонда Тадатоси (1759—1777). Его потомки управляли Окадзаки-ханом вплоть до Реставрации Мэйдзи.
В 1869 году Хонда Таданао (1844—1880), последний даймё Окадзаки-хана (1869—1871), сдал своё княжество новому правительству Мэйдзи. В 1871 году после административно-политической реформы Окадзаки-хан был ликвидирован. Территория княжества была включена в состав префектуры Нуката, а замок Окадзаки стал штаб-квартирой новой префектуры. В 1872 году префектура Нуката стала частью префектуры Айти, столица префектуры была перенесена в Нагоя.

## Список даймё
| #                                                     | Имя и годы жизни                                   | Годы правления | Титул                                | Ранг                        | Кокудара              |
| ----------------------------------------------------- | -------------------------------------------------- | -------------- | ------------------------------------ | --------------------------- | --------------------- |
| Род Хонда (фудай-даймё) 1601—1645                     |                                                    |                |                                      |                             |                       |
| 1                                                     | Хонда Ясусигэ (1554-1611) (яп. 本多康重)           | 1601-1611      | Бунго-но-ками (豊後守)               | Пятый нижний (従五位下)     | 50,000 коку           |
| 2                                                     | Хонда Ясунори (1579-1623) (яп. 本多康紀)           | 1611-1623      | Бунго-но-ками (豊後守)               | Пятый нижний (従五位下)     | 50,000 коку           |
| 3                                                     | Хонда Тадатоси (1600-1645) (яп. 本多忠利)          | 1623-1645      | Исэ-но-ками (伊勢守)                 | Пятый нижний (従五位下)     | 50,000 -> 56,500 коку |
| 4                                                     | Хонда Тосинага (1635-1693) (яп. 本多利長)          | 1645           | Этидзэн-но-ками (越前守)             | Пятый нижний (従五位下)     | 56,500 -> 50,000 коку |
| Род Мидзуно (фудай-даймё) 1645—1762                   |                                                    |                |                                      |                             |                       |
| 1                                                     | Мидзуно Тадаёси (1612-1676) (яп. 水野忠善)         | 1645-1676      | Дайкенмоцу (大監物)                  | Пятый нижний (従五位下)     | 50,000 коку           |
| 2                                                     | Мидзуно Тадахару (1641-1692) (яп. 水野忠春 )       | 1676-1692      | Эмон-но-сукэ (右衛門佐)              | Пятый нижний (従五位下)     | 50,000 коку           |
| 3                                                     | Мидзуно Тадамицу (1663-1699) (яп. 水野忠盈)        | 1692-1699      | Будзэн-но-ками (豊前守)              | Пятый нижний (従五位下)     | 50,000 коку           |
| 4                                                     | Мидзуно Тадаюки (1669-1731) (яп. 水野忠之)         | 1699-1730      | Идзуми-но-ками (和泉守), Jiju (侍従) | Четвертый нижний (従四位下) | 50,000 -> 60,000 коку |
| 5                                                     | Мидзуно Тадатеру (1691-1737) (яп. 水野忠輝)        | 1730-1737      | Дайкенмоцу (大監物)                  | Пятый нижний (従五位下)     | 50,000 коку           |
| 6                                                     | Мидзуно Тадатоки (1724-1752) (яп. 水野忠辰)        | 1737-1752      | Дайкенмоцу (大監物)                  | Пятый нижний (従五位下)     | 50,000 коку           |
| 7                                                     | Мидзуно Тадато (1734-1812) (яп. 水野忠任)          | 1752-1762      | Идзуми-но-ками (和泉守)              | Пятый нижний (従五位下)     | 50,000 коку           |
| Род Мацудайра (ветвь Мацуи) (фудай-даймё) \|1762-1769 |                                                    |                |                                      |                             |                       |
| 1                                                     | Мацудайра Ясутоми (1719-1789) (яп. 松平(松井)康福) | 1762-1769      | Суо-но-ками (周防守), Jiju (侍従)    | Четвертый нижний (従四位下) | 50,400 коку           |
| Род Хонда (фудай-даймё) 1769—1871                     |                                                    |                |                                      |                             |                       |
| 1                                                     | Хонда Тадатоси (1759-1777) (яп. 本多忠粛)          | 1769-1777      | Накацукаса-тайфу (中務大輔)          | Пятый нижний (従五位下)     | 50,000 коку           |
| 2                                                     | Хонда Тасацунэ (1764-1790) (яп. 本多忠典)          | 1777-1790      | Накацукаса-тайфу (中務大輔)          | Пятый нижний (従五位下)     | 50,000 коку           |
| 3                                                     | Хонда Тадааки (1776-1838) (яп. 本多忠顕)           | 1790-1821      | Накацукаса-тайфу (中務大輔)          | Пятый нижний (従五位下)     | 50,000 коку           |
| 4                                                     | Хонда Тадатака (1805-1879) (яп. 本多忠考)          | 1821-1835      | Накацукаса-тайфу (中務大輔)          | Пятый нижний (従五位下)     | 50,000 коку           |
| 5                                                     | Хонда Тадамото (1817-1883) (яп. 本多忠民)          | 1835-1869      | Мино-но-ками (美濃守), Jiju (侍従)   | Четвертый нижний (従四位下) | 50,000 коку           |
| 6                                                     | Хонда Таданао (1844-1880) (яп. 本多忠直)           | 1869-1871      | Накацукаса-тайфу (中務大輔)          | Пятый нижний (従五位下)     | 50,000 коку           |

## Галерея
- Хонда Ясунори (1579-1623), 2-й даймё Окадзаки-хана (1611-1623)
- Хонда Тадатоси (1600-1645), 3-й даймё Окадзаки-хана (1623-1645/)
- Хонда Тосинага (1635-1693), 4-й даймё Окадзаки-хана (1645)
- Мидзуно Тадаёси (1612-1676), 1-й даймё Окадзаки-хана (1645-1676)
- Хонда Тадамото (1817-1883), 5-й даймё Окадзаки-хана (1835-1869)
- Хонда Таданао (1844-1880), последний (6-й) даймё Окадзаки-хана (1869-1871)